# 楊崇瑞
楊崇瑞（1891年9月6日—1983年7月20日），字雪豐，直隸通縣燕郊鎮興都莊人，曾任立法院第一屆立法委員，被稱為“中國婦幼衛生事業的開拓者”。

## 經歷[2][3][4]
- 7歲就讀於通縣啟蒙學校，
- 13歲起就讀于北京貝滿書院，15歲小學畢業，同年升入中學。
- 1910年，中學畢業後考入協和大學理化科。
- 1912年，考入協和女醫學院，1917年畢業獲醫學士學位。
- 山東德州博濟醫院工作，從事婦產科及兒科。
- 1920年底，轉至天津婦嬰醫院工作。
- 1921年末，到新成立的協和醫學院進修，在婦產科學習6個月後即被聘為婦產科專任醫師，後轉公共衛生科，這也是她一生事業的轉折點。
- 1925年，獲得獎學金到美國霍普金斯大學醫學院進修婦產科。開學前兩個月她先到加拿大考察公共衛生和婦產科教育。1926年進修結束後又獲得獎學金，到美國東北部、英國、德國、法國、丹麥、奧地利等地，參觀考察公共衛生和助產教育6個月。
- 1927年，歸國後回到協和醫學院，任公共衛生科講師兼第一衛生事務所保健科主任。
- 1931年6月2日，為衛生署簡任技正，負責婦嬰衛生工作。1934年7月7日免。
- 1937年初，受聘為國際聯盟婦嬰衛生組專家，奉派考察歐、亞兩洲十多個國家的婦嬰衛生狀況和助產教育，于當年11月回國。
- 歸國後立即參加抗日紅十字會醫療隊，負責組織河南雞公山傷兵醫院。
- 後受教育部之聘，到貴陽參加籌組國立貴陽醫學院，並任婦產科教授。
- 1938年8月，回到衛生署任技正。
- 1941年赴美國，再進霍普金斯大學醫學院進修婦產科，
- 1942年回國，任中央衛生實驗院婦嬰衛生組主任。
- 抗日戰爭勝利後，1946年被派負責恢復寧、滬、平、津等地區的婦嬰衛生工作．接管第一助產學校。
- 1947年再赴加拿大、美國，考察婦幼衛生與人口關係。
- 民國卅七年（1948年），當選醫藥團體選出之立法委員，出席立法院1屆第1會期: 衛生委員會、教育文化委員會、預算委員會。故辭去中央衛生實驗院婦嬰衛生組和國立第一助產學校職務。
- 1948年10月再次被聯合國國際衛生組織聘為國際婦嬰衛生專家，任聯合國婦幼衛生組副組長。
- 1949年1月赴日內瓦開會，會畢獲得參觀考察歐洲助產教育和婦幼衛生獎學金，到瑞士、芬蘭、瑞典、丹麥、英國和法國參觀考察。因對時局不明，回美國居住。
- 1949年11月，回到中华人民共和国擔任衛生部婦幼衛生局（後改婦幼衛生司）第一任局長，直至1957年。
- 反右運動中，她因提倡節制生育而被劃為右派，到社會主義學院參加了兩期學習班。
- 1959年被安排到中華醫學會圖書館，從事整理外文書籍工作，後改任中華婦產科雜誌編輯，
- 1979年11月21日，被聘為婦幼衛生司顧問。
- 1980年，她身患白血病，但仍然堅持學習、看報。她將自己終身積蓄的6．9萬元捐獻。她終身沒燙過發，沒穿過高跟鞋，沒穿過華美服飾，一生都過著粗茶淡飯，布衣布鞋的儉樸生活。她一世忙碌，終生末嫁。她曾說：“我和婦幼衛生事業結了婚，全中國的兒童都是我的孩子。”
- 1983年7月20日，因白血病逝世於北京，享年92歲。
- 曾任第二至五屆全國政協委員，九三學社社員，中華醫學會會員，美國公共衛生學會會員。

## 紀念
- 1991年，為紀念楊祟瑞誕辰100周年，中華人民共和國衛生部婦幼衛生司和國立第一助產學校校友會合編了《楊祟瑞博士百年誕辰紀念》一書。
- 1999年11月，國立第一助產學校及附屬產院(今北京東四產院)舉行建立70周年紀念大會，並舉行楊祟瑞銅像揭幕儀式。
- 2002年6月，中華人民共和國衛生部婦幼衛生司、中華醫學基金會楊祟瑞基金等合編了《楊崇瑞博土——中國婦幼衛生事業的開拓者》。